# Robin Duke
Robin Duke (St. Catharines, 13 marzo 1954) è un'attrice canadese.
L'attrice è conosciuta per la sua interpretazione nella serie televisiva comica Second City Television e per le sue partecipazioni al Saturday Night Live.

## Filmografia

### Cinema
- Running - Il vincitore (Running) (1979)
- Club Paradise, regia di Harold Ramis (1986)
- Blue Monkey (1987)
- Motorama (1991)
- Weekend senza il morto (Only You) (1992)
- Caccia al tesoro (There Goes the Neighborhood), regia di Bill Philipps (1992)
- Ricomincio da capo (Groundhog Day), regia di Harold Ramis (1993)
- Inviati molto speciali (I Love Trouble), regia di Charles Shyer (1994)
- Stuart Saves His Family (1995)
- Mi sdoppio in quattro (Multiplicity), regia di Harold Ramis (1996)
- Portrait of a Serial Monogamist (2015)

### Televisione
- King of Kensington - serie TV, un episodio (1977)
- Second City TV - serie TV, 27 episodi (1976-1981)
- Saturday Night Live - serie TV, 59 episodi (1981-1984)
- The Last Polka - film TV (1985)
- The Second City Toronto 15th Anniversary - film TV (1988)
- I, Martin Short, Goes Hollywood - film TV (1989)
- Maniac Mansion - serie TV, 2 episodi (1990-1991)
- Rapito per un giorno (Hostage for a Day) - film TV (1994)
- The Adventures of Dudley the Dragon - serie TV, un episodio (1996)
- Io e mio fratello (Boston Common) - serie TV, 4 episodi (1996-1997)
- F/X - The Illusion (F/X: The Series) - serie TV, un episodio (1997)
- North of 60 - serie TV, 2 episodi (1996-1997)
- The Adventures of Sam & Max: Freelance Police - serie TV, 15 episodi (1997-1998)
- Blind Men - film TV (1998)
- Oltre i limiti (The Outer Limits) - serie TV, un episodio (1998)
- Vicini terribili (Stickin' Around) - serie TV, 7 episodi (1996-1998)
- Degas and the Dancer - film TV (1998)
- George and Martha - serie TV
- Virtual Mom - film TV (2000)
- Blaster's Universe - serie TV, 13 episodi (1999-2000), voce
- Bad Dog - serie TV, 15 episodi (1998-2000)
- Una culla per cinque (Quints), regia di Bill Corcoran – film TV (2000)
- The Sandy Bottom Orchestra - film TV (2000)
- Marvin the Tap-Dancing Horse - serie TV, un episodio (2000)
- Bob and Margaret - serie TV, un episodio (2001)
- Monk - serie TV, un episodio (2002)
- Atomic Betty - serie TV, voce
- Getting Along Famously - film TV (2005)
- Train 48 - serie TV, un episodio (2005)
- Getting Along Famously - serie TV, 6 episodi (2006)
- The Jane Show - serie TV, un episodio (2006)
- The Ron James Show - serie TV, un episodio (2011)
- Comedy Bar - serie TV, 2 episodi (2012)
- I, Martin Short, Goes Home - film TV (2012)
- Un gelataio a Wall Street - film TV (2014)
- Schitt's Creek - serie TV, 5 episodi (2016)
- Man Seeking Woman - serie TV, 19 episodi (2015-2017)

## Doppiatrici italiane
Nelle versioni in italiano delle opere in cui ha recitato, Robin Duke è stata doppiata da:
- Ida Sansone in Ricomincio da capo
- Tiziana Avarista in Schitt's Creek